# Gunner Møller Pedersen
Gunner Møller Pedersen (Aarhus, 5 februari 1943) is een Deens componist, pianist en trompettist.

## Levensloop
Møller Pedersen studeerde muziek aan Det Jyske Musikkonservatorium in Aarhus bij Pelle Gudmundsen-Holmgreen, Per Nørgård en Bent Lorentzen alsook bij Cornelius Cardew in Londen. Sinds 1966 is hij freelance componist en schreef in hetzelfde jaar zijn eerste symfonie. In 1970 richtte hij zijn eigen studio voor filmmuziek en driedimensionaal elektronische muziek, het "Octopus Studio" in Kopenhagen op. Vanaf 1972 geeft hij concerten met elektronische muziek in de wintertuin van de Ny Carlsberg Glypyotek in Kopenhagen; in 1976 stichtte hij de concertinstitutie "Electronic Music in the Winter Garden" alsook "Det Danske Elektroniske Musikselskab (Deens Elektronisch Muziekgezelschap)". 
Hij is gehuwd met de lerares Lene Hinz.
In 1982 vertrok Møller Pedersen naar Lolland en richtte aldaar het centrum voor driedimensionaal elektronische muziek (Spatial Electronic Music) "SEM" in het dorp Løjtofte in de buurt van Nakskov op. Daar heeft hij ook zijn thuisbasis als componist. Met zijn cyclisch werk A Sound Year - 12 months in electronic music (1977-1982) heeft hij zich een naam gemaakt als een van de vooraanstaande Europese componisten voor elektronische muziek. In 2004 werd hij tijdens het San Francisco International Film Festival met de Golden Globe Award onderscheiden voor zijn werk Toycirkus.

## Composities

### Werken voor orkest
- Concert, voor trompet en orkest
- Symfonie, voor orkest

### Werken voor brassband
- 1968 Music for a brassband

### Muziektheater

#### Opera's
| Voltooid in | titel                  | aktes | première                                                 | libretto     |
| ----------- | ---------------------- | ----- | -------------------------------------------------------- | ------------ |
| 1971        | Noget                  |       | 13 maart 1973, Det unge tonekunstnerselskab              | Per Højholt  |
| 1997-2000   | Die Rättin (Rottesken) |       | 2000 Festival Lys over Lolland, door Theater Cantabile 2 | Günter Grass |

#### Balletten
| Voltooid in | titel         | aktes | première | libretto | choreografie |
| ----------- | ------------- | ----- | -------- | -------- | ------------ |
| 1981        | Kranballetten |       |          |          |              |

### Vocale muziek

#### Liederen
- 1989 Lamentation de Moruroa, voor sopraan, gemengd koor en 4-kanaals bandrecorder

### Kamermuziek
- De Vilde Svaner
- Halmiaden

### Elektronische muziek
- 1967 in terra pax
- 1969 organism
- 1974 Stoned - An Electronic Symphony
- 1977-1982 Et Lydår et cyklisk 12-månedersværk (A Sound Year)
- 1986 Ild og Vand (As Fire and Water)
- 1996 Svanesang
- Glasmusik I
- Glasmusik II
- Glasmusik III
- Glasmusik IV
- Iliad 17-20

### Filmmuziek
- 1968 En mærkelig kærlighed
- 1973 Lars Ole 5.C
- 1975 Andersen hos fotografen
- 1975 Per
- 1975 Det gode og det onde
- 1976 A Spring Day in Hell (En forårsdag i helvede)
- 1977 Drenge
- 1977 Clark
- 1977 Smertens børn
- 1978 Kammesjukjul
- 1979 Drømme støjer ikke når de dør
- 1980 Verden er så stor, så stor
- 1980 Næste stop paradis
- 1983 Beauty and the Beast (Skønheden og udyret)
- 1988 Baby Doll
- 1989 Århus by night
- 1990 The Cage
- 1991 Raha
- 1992 Pain of Love (Kærlighedens Smerte)
- 1997 Barbara
- 2002 At kende sandheden
- 2009 Kærestesorger